# Orde van Nova Scotia
De Orde van Nova Scotia (Order of Nova Scotia) is een in 2001 ingestelde  onderscheiding van de Canadese provincie Nova Scotia.
Ieder jaar worden er niet meer dan vijf leden benoemd. Canadese burgers, inwoners of oud-inwoners van Nova Scotia kunnen voor voortreffelijk en voor de provincie en haar inwoners nuttig werk worden onderscheiden.
De Orde heeft een enkele graad, lid, en wordt om de hals gedragen.